# Lunenburg (Massachusetts)
Lunenburg és una població dels Estats Units a l'estat de Massachusetts. Segons el cens del 2000 tenia 9.401 habitants.

## Demografia
Segons el cens del 2000, Lunenburg tenia 9.401 habitants, 3.535 habitatges, i 2.668 famílies. La densitat de població era de 137,4 habitants/km².
Dels 3.535 habitatges en un 34,9% hi vivien nens de menys de 18 anys, en un 63,6% hi vivien parelles casades, en un 8,7% dones solteres, i en un 24,5% no eren unitats familiars. En el 20,1% dels habitatges hi vivien persones soles el 8,3% de les quals corresponia a persones de 65 anys o més que vivien soles. El nombre mitjà de persones vivint en cada habitatge era de 2,66 i el nombre mitjà de persones que vivien en cada família era de 3,08.
Per edats la població es repartia de la següent manera: un 25,8% tenia menys de 18 anys, un 5,6% entre 18 i 24, un 29,8% entre 25 i 44, un 26,8% de 45 a 60 i un 12% 65 anys o més.
L'edat mediana era de 39 anys. Per cada 100 dones de 18 o més anys hi havia 95,3 homes.
La renda mediana per habitatge era de 56.813 $ i la renda mediana per família de 63.981$. Els homes tenien una renda mediana de 47.451 $ mentre que les dones 31.934$. La renda per capita de la població era de 26.986$. Entorn del 3,3% de les famílies i el 4,1% de la població estaven per davall del llindar de pobresa.